# Апехтины
Апехтины — старинный русский дворянский род.
Первые летописные свидетельства о дворянском роде этой фамилии относятся к концу XVII века. Род Апехтиных был записан губернским дворянским депутатским собранием в VI часть дворянских родословных книг Казанской и Симбирской губерний Российской империи и был утверждён Герольдией Правительствующего Сената в древнем (столбовом) дворянстве.

## Описание герба
В верхней серебряной половине изображены два пушечных ядра, и между ними крестообразно означены стрела и сабля, остриями обращенные вверх. В нижней половине, разрезанной диагонально к правому верхнему углу, в голубом и красном полях, поставлены два ружья, дулами соединённые вместе, посреди них серебряная луна, рогами вверх. На щите дворянский коронованный шлем. Нашлемник: три страусовых пера. Намёт на щите серебряный, подложенный голубым и красным. Герб рода Апехтиных внесён в Часть 9 Общего гербовника дворянских родов Всероссийской империи.

## Известные представители рода
- Александра Андреевна Апехтина (1790-е — 1853) — русская поэтесса, автор этнографических очерков и мемуаров.
- Павел Андреевич Апехтин  (1797—26.10.1866) — генерал-майор (с 08.01.1853)